# Надплинність

Переповзання гелію II через стінки посудини. Плівка рідини вкриває також стінки контейнера.

Надплинність — стан речовини, в якому вона втрачає в'язкість. Найбільш відома і вивчена надплинність гелію-4 й гелію-3.
Фазу рідкого гелію, в якій спостерігається надплинність, називають гелієм II.
Надплинність відкрита в 1938 році Петром Капіцею, Джоном Аленом і Доном Майзнером.
Гелій-4 частково переходить у надплинну фазу при температурі 2,17 К. Температуру переходу гелію до надплинного стану називають лямбда-точкою, оскільки графік залежності питомої теплоємності від температури в цій точці нагадує грецьку літеру λ. Температура переходу до надплинної фази гелію-3 набагато нижча.
Механізми виникнення надплинності в гелії-3 і гелії-4 різні, оскільки гелій-4 складається з бозонів, а гелій-3 з ферміонів.
Великий внесок у теорію надплинності зробили Лев Давидович Ландау і Микола Миколайович Боголюбов.

## Історія

### Ранні експерименти з рідким гелієм
Вперше надплинний рідкий гелій отримав Гейке Камерлінг-Оннес у 1908 році, хоча цей факт тоді ще не був зрозумілим. Проте Камерлінг-Оннес зробив кілька важливих спостережень: він виміряв густину гелію, і встановив, що вона є максимальною за температури 2,17 кельвінів, а вимірюючи теплоємність рідкого гелію, він помітив, що нижче цієї температури значення дуже сильно відрізняються, але списав це на недосконалість експерименту. Також він помітив, що при тій же температурі різко змінюється характер кипіння гелію — він починає випаровуватись лише з поверхні, без утворення бульбашок.
У 1922 році Камерлінг-Оннес зафіксував ще одне незвичайне явище — якщо тримати дьюар з рідким гелієм зануреним у ще один дьюар, то можна було б очікувати, що холодніший гелій з внутрішнього дьюару буде випаровуватись повільніше, ніж з зовнішнього, проте в реальності рівні гелію в обох ємностях завжди були рівні. Це явище отримало назву ефект Камерлінг-Оннеса. Пізніше було показано, що воно викликано тим, що рідкий гелій вкриває тонкою плівкою будь-яку ємність, в якій знаходиться і перетікає по цій плівці з одного дьюару в інший.
У 1927 році Кеєзом і Вольфке вимірювали діелектричну проникність рідкого гелію, і підтвердили, що вона дійсно робить різкий стрибок біля критичної температури. Вимірявши значення інших величин, таких як теплопровідність і теплоємність, вони зробили висновок, що при їй температурі відбувається фазовий перехід. Проте, подальші дослідження показали, що цей перехід не забирає енергії — навіть найменша порція теплоти, передана гелію, змінювала його температуру (звичайні фазові переходи, наприклад, випаровування води, потребують енергії, тому при передачі воді при 100 °C енергії меншої за її теплоту пароутворення вода не нагрівається). Також, ніколи не спостерігалася лінія розділу між фазами гелію. Намагаючись пояснити це перетворення Еренфест у 1933 році створює концепцію фазових переходів другого роду.

Графік теплоємності рідкого гелію поблизу λ-точки

Температура, при якій цей фазовий перехід відбувається отримала назву λ-точка, через характерну форму графіків багатьох параметрів у цій точці. Фази гелію з температурою вищою і нижчою за критичну отримали назви гелій-I і гелій-II відповідно.
Головною особливістю гелію II Кеезом називав надвисоку теплопровідність, що перевищувала теплопровідність міді при тій же температурі у десятки разів.
У 1938 році Аллен і Джонс відкрили ефект фонтанування у рідкому гелії під час дослідів по вимірюванню теплопровідності.

### Відкриття надплинності
У 1938 році Петром Капіцею, і, незалежно від нього, Джоном Аленом і Доном Майзнером було показано, що гелій II має нульову, або близьку до нульової, в'язкість. Капіца для цього досліджував протікання через надтонкі щілини, а Ален і Майзнер — через тонкі капіляри. Обидві статті були опубліковані в одному номері Nature. Саме нульовою в'язкізтю пояснювалися і надвисока теплопровідність, і інші незвичайні властивості рідкого гелію. У 1978 році Капіца отримав за своє відкриття Нобелівську премію.
Проте незрозумілим лишався той факт, що в'язкість гелія II, виміряна методом коливаючого диску (у цьому методі диск, що коливається, занурюється у рідину, і досліджується затухання його руху) виявлялася ненульовою.

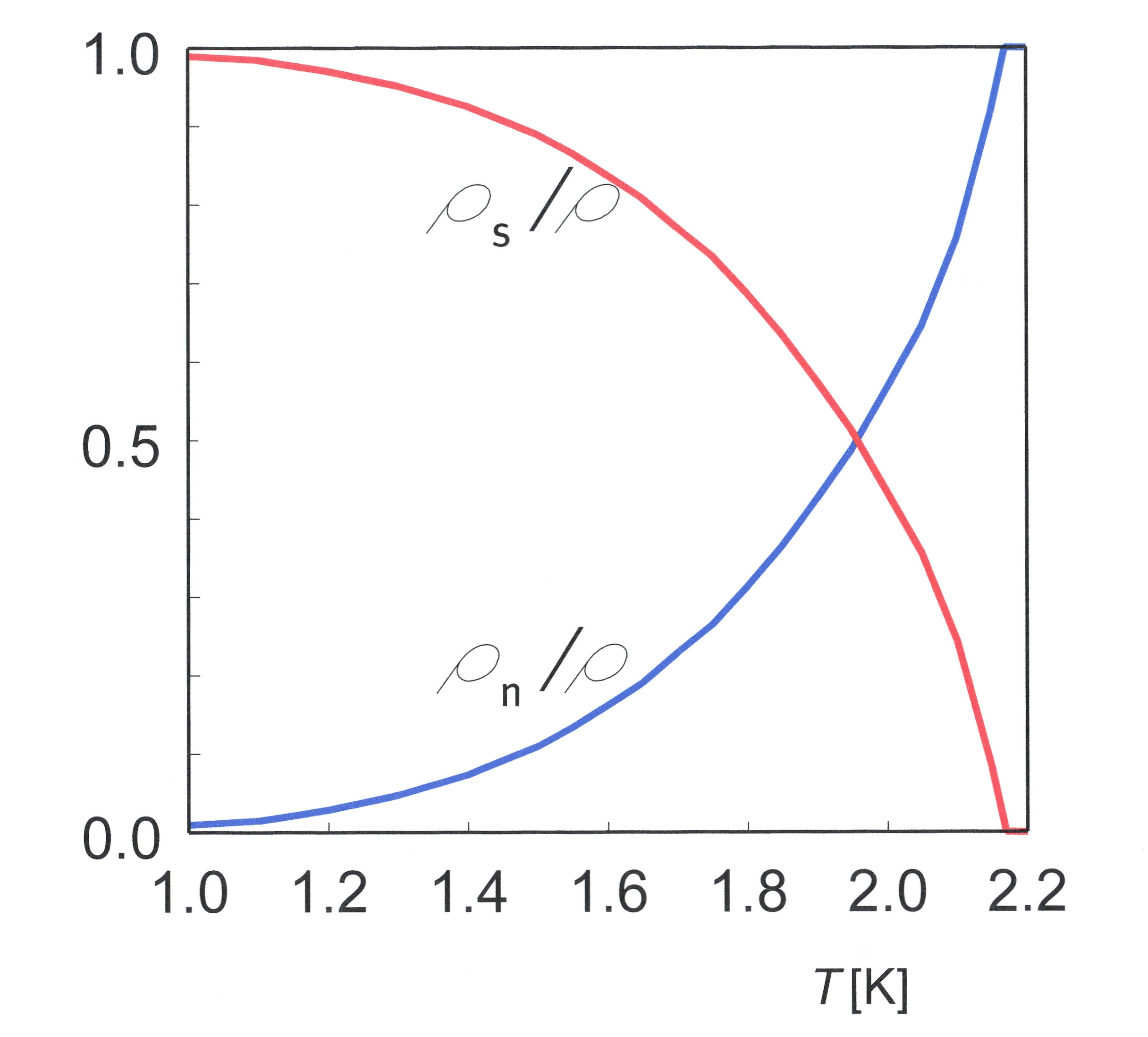
Доля нормальної (синя) і надплинної (червона) компонент у рідкому гелії в залежності від температури

У 1941 році Ландау запропонував теорію надплинності, згідно якої гелій II є сумішшю двох компонент, звичайної і надплинної. При цьому надплинна компонента має температуру абсолютного нуля, і її кількість зменшується з нагріванням. Перехід з основного в збуджений стан Ландау пов'язував з квазічастинками ротонами і фононами, спектр яких мав мати особливу форму. Теорія Ландау добре описувала поведінку гелію II і давала прогнози, що підтверджувалися (наприклад, другий звук).
Ландау не використовував у своїй теорії явище бозе-ейнштейнівської конденсації, (хоча до того часу вже виникали спроби пояснити надплинність таким чином), бо вважалося, що активна взаємодія атомів гелію між собою робить конденсацію неможливою, проте у 1947 році Боголюбов показав, що за деяких умов (не надто високі швидкості переміщення) цей процес є енергетично вигідним. Пізніше Фейнманом було показано, що спектр фононів не відповідає тим обмеженням, що їх вимагає теорія Ландау. Утім, ідея Ландау про те, що Гелій складається з нормальної і надплинної компоненти і створена їм для опису цієї системи дворідинна гідродинаміка є феноменологічно вірною і використовується і зараз. За свої роботи, присвячені рідкому гелію, Ландау отримав у 1962 році нобелівську премію.

### Надплинність гелію-3
У 1947 році Доубт, Пробст і Джонсон показали, що гелій-3, що присутній у звичайному гелії у невеликих концентраціях, не бере участі у надплинному русі, що було підтвердженням теорії про важливість бозе-ейнштейнівської конденсації у цьому процесі (атоми гелія-3 є ферміонами).
У 1949 році був отриманий рідкий гелій-3. Відсутність для нього переходу в надплинний стан стала остаточно доведеною.
У 1956 році Леон Купер запропонував механізм надпровідності, згідно якого електрони у провіднику утворювали зв'язані стани, що отримали назву куперівські пари. Спін куперівської пари — цілий, а отже Бозе-Ейнштейнівська конденсація для них працювала. Температура виродження для рідкого гелію-3 складає лише кілька кельвінів (проти 10000 К для електронного газу в металах), тому можна було б очікувати, що за температури у кілька мікрокельвінів гелій-3 може перейти у надплинний стан.
Тільки у 1972 році кріогеніка розвинулася достатньо, щоб підтвердити, що за температури 2,6 мК і тиску у 34 атмосфери гелій-3 переходить в надплинний стан. За це досягнення у 1996 році Дуглас Ошеров, Роберт Річардсон і Девід Лі отримали Нобелівську премію з фізики. Було показано, що у рідкому гелії-3 існують три різні надпровідні фази, що отримали назви А, В і А1. Остання фаза існує лише у магнітному полі. Фаза В починається при нижчій температурі.
У тому ж році Ентоні Легетт розробив теорію, що пояснювала надплинність у гелії-3 а також існування кількох фаз у ньому. У 2003 році за свої роботи він отримав Нобелівську премію з фізики.

### Сучасні дослідження
У 2009 році групою вчених з МТІ продемонстровано перехід ультраохолоджених атомів рубідію в стан, що отримав назву надплинне тверде тіло (суперсолід). Існування цього стану було передбачено ще у 1969 році.

## Опис
Головною особливістю систем, що перебувають у надплинному стані, є перенесення маси без втрат енергії. Це забезпечується когерентністю фаз макроскопічного числа частинок, що складають рідину.
Надплинна фаза має цілу низку дивовижних властивостей. У ній не лише в'язкість, а й ентропія дорівнює нулю. А от теплопровідність при нульовій температурі нескінченна. В надплинному гелії неможливо встановити градієнт температур. При скінченних температурах рідкий гелій проводить тепло зі скінченною, хоча й великою, швидкістю, однак тепло розповсюджується в ньому не за звичайним рівнянням теплопровідності, а у вигляді хвилі, яку називають другим звуком.

### Тонкі плівки
Надплинний гелій має властивість вкривати тонкою плівкою будь-яку тверду поверхню, переповзаючи по стінці вгору, незважаючи на силу тяжіння. У відкритій посудині його втримати неможливо, через те, що плівка рано чи пізно дістається місця з високою температурою, і активно там випаровується. Якщо дві ємності з гелієм мають спільну стінку, рівні рідини в них завжди синхронізовані, як у сполучених посудинах. Якщо ємність з гелієм не торкається дном землі (наприклад, підвішена за верх), гелій перетікає на її дно, і починає капати звідти. Товщина плівки становить близько 3×10−6 см, і зменшується обернено пропорційно кубічному кореню з висоти над рівнем рідини. Плівка рухається від місця з меншою температурою до місця з більшою температурою. Швидкість руху речовини у плівці зростає зі зменшенням температури, і досягає кількох метрів за секунду. Швидкість витікання з ємності залежить від найвужчої її частини. Для ємності з діаметром горла у 5 мм виток гелію складає 1 літр за годину.

### Фонтанний еффект
Якщо занурити колбочку з рідким гелієм і нагрівачем у ній, у велику ємність гелію, то, при роботі нагрівача, з колбочки починає бити фонтан з гелію, при тому що кількість гелію у ній не зменшується. Це явище виникає через те, що гелій-II легко потрапляє у колбу, підіймаючись по стінках, але нагрівшись у ній, вилитись назад він не може. Таким чином, утворюється потік гелію у колбу, що компенсується фонтануванням гелію з неї.

### В'язкість гелію
Існують два класи методів вимірювання в'язкості: пропускання через щілини (або капіляри) і вимірювання дії рідини на об'єкти, що рухаються в ній. Для більшості рідин ці методи дають величини одного порядку, проте для рідкого гелію ситуація інша: перша дає значення нижчі за похибку вимірювання, а друга — невеликі, але скінченні значення. Цю розбіжність пояснює дворідинна теорія Ландау: рідкий гелій є сумішшю двох компонент, одна з яких має нульову температуру і надплинна, а інша — ні. В експериментах зі щілиною або капілярами через них проходить, в першу чергу, надплинна компонента, і робить це дуже швидко. Об'єкт, що рухається у гелії, навпаки, взаємодіє з другою компонентою.

### Квантові вихори
Якщо об'єкт рухається у надплинній рідині дуже швидко (або рідина швидко тече), у ній можуть утворюватись замкнені контури потоку, які називають квантовими вихорами. Від звичайних вихорів вони відрізняються тим, що не зникають з часом, і тим, що вони можуть мати лише дискретні значення циркуляції швидкості. По суті, квантовий вихор є топологічним дефектом. У А-фазі гелія-3 квантові вихори можуть мати незвичайну структуру, подібну до магнітних монополів.

### Магнітні домени
У надплинному гелії-3 утворюються домени, подібні до магнітних доменів у магнетиках. Усі частинки всередині домену мають один напрямок кутового моменту, тоді як напрямки моменту між різними доменами відрізняються.

## Інші надплинні системи

### Експериментально підтверджені
- Надпровідність
- Надплинне тверде тіло
- Фотонна надплинна речовина [25]
- Надплинна модель атомного ядра[26]

### Теоретичні
- Надплинність у нейтронних зірках[27]
- Надплинна темна матерія [28]
- Надплинний вакуум [29]